# 新幹線大爆破
『新幹線大爆破』（しんかんせんだいばくは、英題：The Bullet Train または Super Express 109）は、1975年7月5日に公開された東映製作配給の日本映画。オールスターキャストによるパニック映画で、日本よりも海外での評価が高く、1994年公開のアメリカ映画『スピード』の設定のモチーフにもなった作品である。
2025年にはNetflixにより、続編の要素も併せ持ったリブート版が制作された（新幹線大爆破 (2025年の映画)を参照）。

## 概要
「新幹線が走行速度80km/hを下回ると爆発する」という状況下で繰り広げられる、犯人と国家との攻防劇である。新幹線に爆弾を仕掛けた犯人、危機の回避に全力を尽くす日本国有鉄道（国鉄）サイド、わずかな糸口を頼りにその正体を追いかけ、徐々に犯人グループを追い詰めていく警察、パニックを起こす乗客の姿で主に構成されている。
犯人側の人生背景にも大きくスポットが当てられており、町の零細工場の経営に失敗した男・過激派くずれ・集団就職で都会に来た沖縄出身の青年がなぜ犯行に至ったのか、日本の高度経済成長時代への批判を暗示しつつ明らかにされていく。犯人側にもドラマを与え感情移入を狙った演出も相まって、単なるパニックムービーとして括れないことが高評価に繋がっている。

## ストーリー
ある朝、国鉄本社に東京発博多行きの新幹線「ひかり109号」に爆弾を仕掛けたという脅迫電話がかかってくる。犯人は速度が80 km/h以下になった場合に自動的に爆発するといい、さらに嘘ではない証拠として、北海道の夕張線を走る貨物5790列車に、15 km/h以下になると爆発する同種の爆弾を仕掛けたと伝える。ほどなくして犯人が指定した貨物列車は伝達通りに爆発し、国鉄と警察は脅迫が事実だと知る。「ひかり109号」は新横浜駅を通過したところであり、国鉄の運転指令長・倉持は運転士・青木に爆弾の存在を伝え、運行速度を120 km/hに抑えることを命じる。解決のリミットは博多駅に到着するまでの約9時間であった。
犯人は潰れた町工場の社長・沖田哲男と、その元社員で集団就職で沖縄から来た青年・大城浩、過激派崩れの古賀勝の3人であった。沖田は追加の電話で500万米ドル（当時約15億円）を要求し、代わりに爆弾の解除方法を教えると伝える。警察は北海道の爆弾から古賀を把握するも、それ以上の手がかりはなく、ひとまず要求を呑むことを決める。沖田は捜査を撹乱するため、矢継ぎ早に電話やトランシーバーで受け渡し方法を伝え、荒川上流の長瀞渓谷にて大城が運び役の刑事から現金を受け取ることになった。警察を上手く出し抜いたものの、偶然、大学柔道部の集団が通りかかったことから、張り込んでいた対岸の刑事は大学生らに犯人を捕まえてくれと頼む。大城は金を諦めて逃亡するも警察に追跡され、その逃亡中に交通事故で死亡する。遺体には身元を示す持ち物はなく、警察は手がかりを失う。
新幹線車内では折からの遅延連絡に加えて、停車駅である名古屋駅を素通りしたことで乗客たちが騒ぎ出す。名古屋駅で降りる予定であった妊婦・平尾はパニック状態となって産気づく。無理にでも列車を止めようとする乗客まで現れたことにより、乗り合わせていた鉄道公安官・菊池はやむを得ず、車内放送で乗客たちに爆弾のことを伝え、協力を頼む。
警察は古賀の実家に送られた請求書の住所から、東京都板橋区志村に捜査官を派遣していたところ、アジトである沖田の家に向かう途中の古賀を偶然発見する。古賀を逮捕しようとするも逃してしまうが、その際の発砲によって足にけがを負わせていた。大城の死と古賀の負傷で計画を悔やむ沖田であったが、古賀の説得で再開することを決め、警察に再び身代金の受け渡し方法を伝える。警察を完全に出し抜き今度こそ500万米ドルを手に入れた沖田は、捜査当局に対して「喫茶店に爆弾の解除に必要な設計図を預けた」と連絡する。警察と国鉄の技術職員がその喫茶店に急行するも、偶然の火災によって設計図ごと焼失していた。一方で警察は北海道の爆弾にあった速度計測装置の線から沖田を特定する。警察に包囲される中、沖田の家にいた古賀はダイナマイトで自爆死を遂げる。
警察は沖田の行方を探そうとするも顔写真すら手に入れられない。その代わりに倉持が、沖田に火災の件と解除方法を教えて欲しいと呼びかけるテレビ放送を流させる。また、ことごとく失敗しているニュースは新幹線の乗客たちにも伝わっており、恐慌状態に陥りかけている。平尾は処置も虚しく流産に終わり、このままでは母体にも危険があった。
度重なる警察の無能さに倉持ら国鉄職員は激怒し、独自に動き始める。広島付近の鉄橋において高速度撮影機を使って列車下部を撮影し、仕掛けられた爆弾の場所を特定する。他方で政府は解除が間に合わなかった場合に備えて、被害が大きくなる北九州工業地帯や博多ではなく、山口県の田園地帯で列車を停止させて爆破するように国鉄総裁に命令する。一方、現場では救援車を並走させて酸素溶接機一式を新幹線に送り込むと、爆弾上部の床を開け、コードを切って爆弾を解除することに成功する。先の写真分析からもう1か所爆弾がある可能性があったものの、倉持の決断によって山口県内で列車の停止が命じられる。結果、80 km/hを下回ったが爆発することはなく、乗務員と乗客は無事であった。
乗客たちの無事に安堵した倉持であったが、警察が沖田を捕まえるために、未だに爆弾解除成功のニュースをテレビに流さず、自身が沖田に呼びかける放送をさせていることを知る。倉持は警察を批判し、特に山口での停車の決断について乗客の命を守ることに疲れたとして辞職することを告げる。
一方、警察は沖田が国外逃亡を企てていることを掴み、羽田空港に張り込んでいた。未だ顔がバレていない沖田は別人名義のパスポートで警察の目を出し抜くも、警察は出国ゲートに彼の別れた妻子を同行させていた。それを見て動揺した沖田は警察に気づかれ、空港内で逃亡を図るも追い込まれてしまう。最期は夜空に飛び立つ飛行機の下で、沖田が狙撃隊に撃たれるショットで物語は終わる。

## 出演者

### 主要人物
- 高倉健：沖田哲男
- 千葉真一：青木運転士（ひかり109号）
- 宇津井健：倉持運転指令長

### その他
- 山本圭：古賀勝
- 郷鍈治：藤尾信次
- 織田あきら：大城浩
- 竜雷太：菊池（鉄道公安官）
- 宇津宮雅代：富田靖子（沖田の元妻）
- 藤田弓子：秋山（女医）
- 多岐川裕美：スカンジナビア航空係員
- 志穂美悦子：国鉄本社電話交換係
- 渡辺文雄：宮下義典国鉄公安本部長
- 福田豊土：田代車掌長（ひかり109号）
- 藤浩子：事務員
- 松平純子：喫茶店「サンプラザ」ウェイトレス
- 久富惟晴：広田警視庁特捜係長
- 青木義朗：千田刑事
- 千葉治郎：救援列車の運転士
- 原田清人：三宅新幹線技師長
- 浜田晃：長田刑事
- 中井啓輔：哲ちゃん（マネージャー）
- 山本清：高沢運転車輌部長
- 矢野宣：南（商社マン）
- 近藤宏：松原刑事
- 田中浩：堤刑事
- 中田博久：新幹線東京運転所係員
- 林ゆたか：中やん（録音技師）
- 横山あきお：アパートあかね荘管理人
- 浅若芳太郎：乗客
- 植田峻：平尾修一（和子の夫）
- 松野健一：小宮運転指令
- 田島義文：佐々木刑事
- 田坂都：平尾和子（妊婦）
- 十勝花子：乗客
- 片山由美子：バー「スナックファミリー」のホステス
- 渡辺耐子：古賀の兄嫁
- 津奈美里ん：アパートあかね荘の住人
- 森みつる：田口洋子（バー「スナックファミリー」のホステス）
- 風見章子：靖子の母
- 荘司肇：乗客
- 阪脩：磯村記者
- 佐伯赫哉：野口運転指令
- 福岡正剛：杉村（会社員）
- 岩城滉一：東郷あきら（ロックミュージシャン）
- 小林稔侍：森本運転士（ひかり109号）
- 片岡五郎：佐原刑事
- 仲野力永：大阪商人
- 日尾孝司：機動隊長
- 伊達三郎：商人風の男
- 藤山浩二：広岡記者
- 滝沢双：河村専務車掌（ひかり109号）
- 佐藤晟也：乗客
- 仲原新二：警視庁公安一課長
- 森祐介：畑電気指令
- 佐藤和男：小野運転指令
- 岡本八郎：山ちゃん（カメラマン）
- 阿久津元：警視庁刑事
- 黒部進：後藤刑事
- 河合絃司：部長刑事
- 土山登士幸：岩上刑事
- 相川圭子：ウェイトレス
- 小甲登枝恵：清掃係の小母さん
- 山下則夫：清水専務車掌（ひかり109号）
- 須賀良：男
- 山本相時：電話局係員
- 松沢勇：電話局係員
- 山本緑：乗客
- 久地明：消防士
- 相馬剛三：刑事
- 山田光一：乗客
- 木村修：記者
- 五野上力：上野刑事
- 高月忠：浜松駅係員
- 城春樹：食堂車コック
- 畑中猛重：貨物5790列車機関士
- 浜田勇：テレビの歌手
- 清水照夫：救援車作業員
- 亀山達也：救援車作業員
- 山浦栄：食堂車コック
- 田辺進三：閉所恐怖症の男
- 青木卓司 ：乗客
- 佐川二郎：野上駅荷物扱所係員
- 中条文秋：乗客
- 菅原靖人：賢一（沖田の息子）
- 秋山幸輝
- 河口真佐幸
- 岡久子
- 伊藤慶子：乗客
- 美原亮三：乗客
- 宮地謙吾：貨物5790列車機関助士
- 長岡義隆：若者
- 打越久員：志村駅長
- 祝真一：武田伸夫
- 渡辺義文：ナベちゃん
- 泉水直子
- 新倉文男
- 前田美智子
- 篠ゆたか
- 藤木あけみ
- 菊地正孝：刑事
- 横山繁：航空会社係員
- 大泉公孝：埼玉県警刑事
- 高鳥志敏：空港の刑事
- 宇野静代
- 藤井秀之
- 志村喬：国鉄総裁
- 山内明：内閣官房長官
- 永井智雄：国鉄新幹線総局長
- 鈴木瑞穂：花村警察庁捜査第一課長

特別出演
- 丹波哲郎：須永警察庁刑事部長
- 北大路欣也：空港で古賀を張り込む刑事
- 川地民夫：佐藤刑事
- 田中邦衛：古賀の兄

ノンクレジット
- エンベル・アルテンバイ：空港の外国人
- 泉福之助：救援列車作業員

## スタッフ
- 監督：佐藤純弥

- 企画：天尾完次、坂上順
- 原案：加藤阿礼[注釈 1]
- 脚本：小野竜之助、佐藤純弥
- 撮影：飯村雅彦、山沢義一、清水政郎
- 美術：中村修一郎、桑名忠之
- 録音：井上賢三
- 照明：川崎保之丞、梅谷茂
- 監督補佐：岡本明久
- 編集：田中修
- 記録：勝原繁子
- 擬斗協力：日尾孝司
- スチール：加藤光男
- 進行主任：東一盛
- 装置：畠山耕一
- 装飾：米沢一弘
- 美粧：住吉久良蔵
- 美容：宮島孝子
- 衣装：河合啓一
- 演技事務：山田光男
- 現像：東映化学
- 音楽：青山八郎
- 主題曲：RCAレコード
- 特殊撮影：小西昌三（NACフィルムエフェクト）、成田亨（モ・ブル）、郡司製作所
- 協力：日本無線株式会社、旭光学工業株式会社、谷村新興製作所、イスのコトブキ[9]

## 製作

### 企画
1974年5月、岡田茂東映社長は、天尾完次東映東京撮影所企画部長との打ち合わせで実録路線に代わる新たな映画の素材を探し始めた。「アメリカでヒットしているものは日本でもウケるから、常にアメリカの動向を観察していなければならない」「洋画で流行っているものは、必ず邦画にもその流れが来るはずだ」「世間をアッと言わせるような作品を早急に考えろ」と、ブルース・リーを千葉真一に置き換えて作らせた「殺人拳シリーズ」などカラテ映画も業績好調と裏付けられていたため、企画部に新たな企画を出すよう指示、「『大地震』や『タワーリング・インフェルノ』みたいなパニック映画をやってみろ！」と東映東京撮影所に社長命令を出した。アメリカではパニック映画の人気がピークを迎えていた。
東京撮影所全体に本作品製作の指示を出したのは、岡田宅にデモをかけ逮捕者を出すなど同撮影所が組合運動ばかり熱心で、当たる映画を1本も作れていなかったからであり、天尾完次は（鈴木則文も）それまで東映京都にいたプロデューサーだったが、1973年秋に閉鎖の構想があった東京撮影所の徹底的なテコ入れのため、岡田が同撮影所に送り込んだ刺客であった。
千葉真一主演でビル火災の消防士の活躍を描く、『タワーリング・インフェルノ』と後の『バックドラフト』を合わせたような『猛煙三十六階』『燃える三十六階』などの企画も新聞報道されたが、そんな中、6人いた東京撮影所企画部のプロデューサーの1人坂上順は、黒澤明の脚本『暴走機関車』や、ロッド・サーリングの脚本による1966年のアメリカのテレビムービー『夜空の大空港』をヒントに、「何か問題があれば必ず止まる“安全神話”を誇る新幹線が、もし止まらなくなったら？」という企画を提出した。「『日本にしかない題材の新幹線を選び、それを乗っ取る・爆発させる』というストーリーは日本だけでしか出来ず、外国に持っていっても遜色ないものが出来る」として製作は進められた。
当時はまだ全共闘運動の残り火が燻り、その残党が過激化し、三菱重工爆破事件など、連続企業爆破事件が発生していた時期で、警察関係者は神経をとがらせていた。予告編には「爆弾時代 –1975 現代の狂気を鋭く抉る！」などと仰々しいコピーが打たれた。岡田は「企画に柔軟性を持たせ、社会的に話題になった事件はどんどん映画化していく」という方針を打ち出し、企業爆破事件を映画にするという情報も流れ、三億円事件の時効を想定した映画（『実録三億円事件 時効成立』）まで製作を始め、警察当局も「東映は好ましくない映画ばかり企画する」と渋い顔をしていたといわれる。
本作品のチーフ助監督で共産党員でもある岡本明久は「高度経済成長のシンボルとも言える新幹線を爆破するという発想には驚いた」と話し、「岡田社長は他社にない東映の良さは、時代の流れを見て何でもやる、変幻自在なところだと話していた」と述べている。佐藤監督は2003年のインタビューで「東映は当時、任侠路線ー実録路線を踏襲していましたが、一番の支持者で反体制派の若い人達が、70年安保を境に嗜好も変化し、新しいタイプの作品に期待を寄せる風潮が芽生えていました」などと、2015年のインタビューでは「当時の東映ってのは企画も非日常、バカバカしい大騒ぎするようなことを出していかないといけないムードでね。今でいうなら『東京オリンピック爆破』くらいのことね」などと述べている。
大川博が国鉄OBだった縁で、1960年の映画『大いなる旅路』は、冒頭で貨物列車が転覆するシーンに本物の車両を出し、国鉄から表彰されていた。このような実績と蜜月で、国鉄の全面的な協力を期待。東映は特撮があまり得意でなく、「実写をふんだんに使い、迫力のあるパニック物を作ろう」と構想していた。
予定していたタイトルは『新幹線爆破魔を追え』であったが、岡田は「新幹線大爆破！」と変更。「半期に一本のスーパーアクション」「実録ものの一バリエーションとして、企画の幅を広げる意味でも是非実現し成功させたい」「従来の東映の客層にプラスアルファを狙いたい」などと張り切り、東映系の映画館主や関係者からも「これは当たる」「東映カラーを打ち破る手がかりになる」などと評判が良く、マスメディアからの反響も大きく「本作品が成功すれば路線変更」という声も上がった。

### 監督・脚本
天尾完次と坂上順は緻密なコンストラクションという点で、「東映東京撮影所では佐藤純弥しかいない」「それに粘り強いライターなら小野竜之助だろう」と、佐藤と小野の2人を組ませた。佐藤へのオファーが1974年初夏、小野へのオファーは同年11月だった。坂上が「網走番外地シリーズ」のロケで世話になった層雲峡温泉の「ホテル大雪」に、佐藤と小野の2人は1か月以上籠り、ストーリーを練った。
佐藤は本作品の2 - 3年前、国鉄国際部の依頼で、海外広報用に新幹線のPR映画を作った経験があった。「新幹線が一定速度を下回ると爆発する」というアイデアは坂上の着想とされ、「飛行機は着陸したくても着陸できないというサスペンス映画があるけれど、新幹線の場合、停まりたくても停まれないというサスペンス映画はできないですか」と佐藤に伝えた。佐藤は東京・本駒込の六義園近くにある、鉄道関係の専門書を多く発刊している書店の交友社に出向き「新幹線教則本」を購入。
また、そのPR映画を作った際に、国鉄の広報担当者が「新幹線は地上最速の輸送機関でありながら、最も安全である。なぜならば、新幹線の安全対策は多岐に渡るが、その根本思想は、何かあったら直ちに停止するということだからだ」と語っていたことを思い出し、爆発のメカニズムのアイデアを膨らませた。
「走行速度80km/hで爆発する」という設定を考案したのは佐藤である。元々、子どものころからラジオ製作などが好きで、一定の周波数を検知するとスイッチが入るというメカニズムが有り得るということは知っていた。国鉄サイドからすれば、本作品のアイデアがそうした盲点を突いていたことが、当初は蜜月関係だったにもかかわらず、協力を嫌がった理由といわれる（後述）。佐藤は後年のインタビューで「ああいう爆弾を素人が作ることは難しいでしょうけど、あのころは東京駅の階段の横から新幹線内部に潜入することも出来ましたし、当時は計画を実行することはそれなりに可能だったと思います。だから国鉄は映画が公開されたら、真似されることを恐れたんだと思います」と述べ、演出的なバネとなったのは『わらの犬』と話している。
野村正昭は「中小企業者、斗争学生、集団就職の若者の三人の犯人像は世代論的にもよく描かれている」と評価している。町山智浩と春日太一は、全体のプロットは、黒澤明脚本『暴走機関車』と黒澤監督の『天国と地獄』、スタンリー・キューブリック監督の『現金に体を張れ』を参考にしているのではないか、と指摘しているが、パニック映画はリスクが大きいため、古今東西を問わず、たいてい売れている原作の映画化が多い。しかし本作は東映の完全なオリジナル作品で、これ以前には作られなかったシチュエーションを持つ点でも価値があった。
浜松駅での上り線への切り替えシーンのアイデアは、黒澤明脚本『暴走機関車』に佐藤がB班として参加した際、実現はしなかったが似たシークエンスがあったという。関川秀雄の兄が新幹線開発に加わっていたために話を聞いたり、静岡県浜松市の国鉄浜松工場を訪ねたりして資料を集めていた。

### キャスティング
1973年、映画『ゴルゴ13』からプロデューサーとなった坂上順は、製作進行係をしていた時から俊藤浩滋や高倉健にいろいろ教えてもらっていた縁から、主役の沖田哲男役のみ高倉と決めていた。しかし岡田は「もう鶴田浩二、高倉ばかりに頼るな」と言い、菅原文太を主役として押し出すことを構想していたとされ、東映は社の方針として「菅原文太・梅宮辰夫・千葉真一でやっていく」と決めていた。当時の東映では、製作方針を巡って岡田と俊藤プロデューサーの内輪揉めがあり、その騒動に巻き込まれていた高倉は東映から心がどんどん離れていった時期であり、またヤクザ映画ばかりやらさせることに嫌気が差していたともされる。
坂上は高倉に脚本を見せると「こんな面白い映画なら、どんな役でもいいからぜひ参加したい、もちろん犯人役でも構わない」と言ったが、社の方針で沖田には菅原がキャスティングされた。和田誠は「これは門外不出のエピソードでしょうけど、高倉さんが『新幹線大爆破』は僕が運転手で宇津井健さんが犯人をやるというキャスティングだったんだけど、僕が犯人をやるから宇津井さんに役を替えてくれって言って役が交替したんですと聞いた」と話している。しかし菅原は「この映画の主役は新幹線で、演技者は付け足しだ」「国鉄の協力が無くてできるわけがない」と断ってきた。坂上は本社で「社長が『若いのでやれ』って言ってるんだから梅宮か、小林旭にしろ」と聞かされ、岡田からも「高倉にこだわっていたら、企画が前に進まない」と念押しされた。高橋英樹も主演候補に挙がったが、坂上は当時はまだ下っ端プロデューサーで、散々迷った挙げ句、岡田宅へ夜10時ごろに電話して「どうしても健さんでやりたい」と訴えた。通常の映画作品よりもキャストと特撮の双方で予算がかかっているため「本来のギャラを出せない」と思っていた岡田は、「高倉でやりたいならば、全体予算を詰めるのがお前の仕事だ」「通常のギャラの半分でいいなら、高倉を起用してもいい」と条件をつける。坂上は実情を正直に高倉に話すと、高倉はギャラ半分の提案に憤慨し、「坂上いぃ、機関車は石炭がなければ走れないぞ」と言いながらも、脚本に惚れ込んでいた高倉は、「この作品は役者として絶対に演りたい」という強い思いから、その無茶な申し出を承諾。「ギャラは半分でいいが、その代わり映画が当たったら成功報酬のパーセンテージが欲しい」という契約で坂上のオファーを受けた。高倉は当時のインタビューで「この映画に関しては俳優の魅力なんかは二の次で、ストーリーの面白さがある」「大変面白い脚本で、久しぶりにのってるんです」と述べている。佐藤監督は「あの人（高倉）は任侠路線ではスターだが、何故か実録路線ではほとんど出番がなかった。で、多少の不満もあったのかも知れません。この作品には健さんから是非やりたいと申し出があり喜んで出ていただきました。脚本を読んで『この主役は新幹線だ』と感想をもらしていました。高度経済成長の終わった後、一般の社会人も、自分もどう生きれば良いか模索中の時代だったんだと思います」「私としても高倉さんにしても大きな転機となった作品だと思います」などと述べている。
脚本の小野竜之助は、フランスで公開された内容のような凶悪犯と設定し、犯罪者側の視点は簡潔なもので、国鉄および警察側のみから描く予定だった。しかし高倉の出演により、犯人の人間像を膨らまし、「なぜ、犯行に至ったのか」という犯人側のそれぞれの背景を書き足し、シナリオを「複眼」にした。ただ、坂上はシナリオ段階から高倉主演でシナリオを書いてもらっていたと証言している。ヤクザ映画のヒーローで通っていた高倉が、ジャンパー姿の倒産した中小企業の社長役を引き受け、時代に取り残されて絶望的な反撃を試みる男を演じ、本作は高倉がこれ以降に幅広い役柄をこなすきっかけとなった。
千葉真一は当初別の役だったが、坂上が何とか依頼して青木運転士を引き受けてもらった。全編を通してほぼ運転席に座っていた青木だが、ゴーグルを着けて客車の床を焼き切り、やけどをするシーンは千葉のアイデアによるものだった。高倉、宇津井、千葉の3人は同時アングルでは出演していないが、高倉と宇津井が談笑する姿や新幹線の模型を持つスチル写真が撮影されており、新東宝出身の宇津井は東映初出演となった。坂上は犯人と対峙する花村警察庁捜査第一課長に丹波哲郎を配役し、『網走番外地』で高倉と対峙するイメージを描いていたが、丹波に「4日しか空かない」と言われ、鈴木瑞穂に変更。脚本では丹波と鈴木の役は1人だったが、分けたことで丹波の役は重要度が下がることとなる。坂上は宣伝ポスターを作った当初、出演者表示欄で丹波の名前を最後から2人目に並べ、宇津井を最後に置いた。これに新東宝で宇津井の先輩である丹波が抗議したため、丹波に対して「特別出演」の文字が付加された。
学生運動くずれの古賀勝には当初、原田芳雄へオファーしたが、「テロリズム的なものは嫌だ」と断られたため、ミスター左翼こと山本圭がキャスティングされた。山本は左翼青年かナイーブな青年を演じることが多い役者で、本作の劇中でも成功したらどうするかと高倉健に聞かれ「どこか革命の成功した国に行ってみたい」と語っている。山本のキャスティングは、労働組合運動が盛んだった東映東京の思いが込められたものであった。春日太一が山本にインタビューする機会があり、「左翼崩れの役が多いですね」と話したら「俺、そんなにやってないよ！」と怒ったため、「いや、やってますよ！」と次々と作品を挙げて言い返したことがあるという。本作を観た原田芳雄は「断って申し訳なかった。次は是非ご一緒に」と、『君よ憤怒の河を渉れ』（1976年）に出演した。山本の出演で坂上はプロデューサーの宮古とく子と縁ができ、『新幹線大爆破』を宮古に褒められ「『君よ憤怒の河を渉れ』の監督に起用したいので佐藤を紹介してくれ」と頼まれた。高倉の『君よ憤怒の河を渉れ』出演も、本作品と同じ佐藤監督からの縁によるものだった。制作費の高騰により、俳優へ協力を頼み、通常より低めのギャラで出演してもらった。カメオ出演のうち、北大路欣也はノーギャラ。岩城滉一は映画デビュー作だったもののアップで映るシーンがなく、役柄を前もって確認しておかないと気づきにくい。
中学2年の封切時に松山の東映封切館で本作品を観たという杉作J太郎は、「当時の東映映画は、実録ものか、空手映画か、劇画ものか、ポルノ（東映ポルノ）というプログラムだったので、それらでは見かけない宇津井や竜雷太、山本圭ら東映とは無縁の役者が"不良性感度"100%の東映のスクリーンに登場したことに絶句した」などと話している。膨大な人数に上る登場人物に扮するのは、当時の日本映画界を支えた俳優陣である。
このほか、『小川宏ショー』に出演していたフジテレビのアナウンサー露木茂に、テレビの報道記者の役で、1975年5月16日に正式に出演オファーを出した。露木がよど号ハイジャック事件やあさま山荘事件のリポートで知られていたことから、テレビで刻々とニュースを伝え、犯人にも呼びかけるうってつけの配役と、露木も「断る理由は何もない」と話し、『小川宏ショー』のスタッフからも「いいお話じゃないですか」などと乗り気だったが、露木はアナウンス部ではなく解説委員室というお堅いセクションに所属しており、上司から「映画の内容が内容だけにどうか？」と反対され、出演には至らなかった。

### 制作費
制作費は5億3000万円。製作当時の東映東京撮影所所長・幸田清は「ふんだんに岡田社長に金を使わせてもらっているので、これが当たらなかったらオレはクビだと思う。俳優、スタッフとものりにのっており、東撮始まって以来の熱気だ」などと話していた。東映の作品において過去最大の金額と言われ、監督の佐藤純弥は2002年のトークショーで「現在の貨幣価値なら20億円くらいでないか」と述べている。プロデューサーの坂上順は2012年のインタビューで「制作費は1億5000万円、今に換算すれば10億円ぐらいになるでしょう」と述べている。

### 撮影

#### 準備まで
国鉄に実物の新幹線0系電車の撮影協力を交渉したところ、安全を謳い文句にしていた国鉄は、刺激的な映画のタイトルに難色を示し、「『新幹線大爆破』という映画のタイトルでは新幹線のイメージが悪くなるので、『新幹線危機一髪』というタイトルへ変えるなら撮影に協力しても良い」とタイトル変更を打診するが、岡田は「題名は絶対に変えんぞ！」と断固拒否した。国鉄では当時、森繁久彌が「安全です国鉄は」と訴えかけるCMを放映していた。1974年12月、国鉄が「現在、新幹線に爆弾を仕掛けたという電話は週に1本の割合でかかって来て、その度にいたずら電話かも知れないが、必ず最寄の駅に停車させて検査するような状態である。このような映画は、さらに類似の犯罪を惹起する恐れがあるから製作を中止されたい」と、本作品の企画に断固反対の姿勢を打ち出した。1975年2月初めに国鉄から80%協力は得られないという線が出て、児童教育映画を作るからと称して申し入れたがこれも拒否され、同年4月に一切の撮影協力を断られた。1975年の3月 - 4月の間、表立った製作はストップし、二か月撮影期間を空費し、この間に国鉄の協力なしで撮影が可能か検討された。

#### 撮影決行
『週刊朝日』1975年4月18日号に「九割がた製作中止になりそう」と報道されるが、「活動屋魂、見せてやろうじゃねえか！」と、現場の士気はかえって上がった。1年以上かけた企画を潰すことはできず、ロケーション撮影が不可能となり、岡田から「隠し撮りとミニチュア撮影の合成で行け」と指示を受けた。国鉄全面非協力という事態に直面したが、その究極の難局に挑戦することになった。製作態勢がほぼ整ったのは1975年4月半ばで、A班、B班、特撮班、実写班と4班のスタッフが編成され、1975年4月29日クランクイン。特撮カメラを担当した清水政郎は「時期が時期だけに中止だろう」と思っていたため、製作決行に驚いたという。当時東映企画調査部でアルバイトをしていた冠木新市は「上手くいくかな」と半信半疑で眺めていたと述べている。

#### 製作会見
撮影中の1975年5月12日、東京・有楽町の東京交通会館15階スカイラウンジにて製作発表会見が行われ、登石雋一企画製作部長、佐藤純弥監督、高倉健、宇津井健、山本圭らが出席した。会見会場からは東京駅の新幹線ホームがよく見え、高倉らはそれを背に質問に答えた。高倉は「数年ぶりに見た素晴らしいシナリオだった。犯人役だといってもそんなことに抵抗はない。全部が難しい役柄だが、それだけにやりがいがある」、宇津井は「どんなにコンピューターがすぐれていようと、最後に頼れるのは人間の力。大映で『ごんたくれ』を撮ってから8年ぶりの映画で気合が入っています（実際はこの間の映画出演はある）」などと話した。国鉄が非協力だけでなく、クレームを付けているという報道が流れていたため、世間からの関心も高く、報道陣からの質問はそれに集中した。東映は「警視庁、国鉄にシナリオを提出し『われわれは反社会的意図でこの映画を作るのではない』と説明したら、関係当局から『類似行為が起こらないよう注文を受けた』と回答された」と説明した。佐藤は「現実に爆弾を仕掛けたという脅迫電話が新幹線総局に月に2、30件あると聞いている。映画で多少は増えるかも知れないが全く別の問題だと思う。類似犯罪についても絶対に真似でできない仕掛けだから心配ない」などと話した。マスメディアからは製作できないのではないかと思われていたため、「本当に作るのか？」という質問まで出た。他に登石より「作品は二部構成で二部の結末にはアイデアを募集。詳細は何れ新聞で発表する」との説明があった。　

#### 特撮とロケなど
東京駅ホームの階段を、バンド仲間と昇る東郷あきら（岩城滉一）のシーンは、東映東京撮影所の中庭に東京駅の原寸大のプラットホームを建てたが、東京駅全景のカットは盗み撮りであった。新幹線運転司令室は同撮影所の最大のステージにセットが組まれ、中央部に実際に使われていたものと同じCTC表示板が鎮座し、他のステージの多くも本作の撮影用に占拠された。「社長が京都か東京のどちらかの撮影所を潰すと言っている」という信頼性の高い情報が駆け巡ったため、東京撮影所の存続をかけ、多くのスタッフが本作の製作に志願した。裏ルートで取材を行い、実物大の客車セットや模型を製作した。急ピッチで撮影に入るが、撮影に充てられる期間は実質的に5週間程度だった。当時のニュース映像や資料写真を参考にしたり、色々な手を使って本物そっくりのセットを作りあげた。このため、国鉄からは3年間出入り禁止となった。特撮部分には総額6,000万円をかけている。
また、鉄橋の下での撮影などは『新幹線大爆破』というタイトルでの申請では門前払いを喰らうので、『大捜査網』というタイトルのシナリオを30部ほど印刷し、ロケ交渉ではそのシナリオを先方に渡して許可を取った。国鉄9600形蒸気機関車の走行シーンは、東映が200万円で北海道炭礦汽船真谷地炭鉱専用鉄道から購入。夕張線の貨物5790列車の走行シーンも同鉄道で撮影され、国鉄ではないために撮影が可能だった。爆破シーンは、北海道炭礦汽船夕張鉄道線の一部を引き継いだ夕張市若菜の専用線で1975年6月10日に撮影された。事前に陸運局や警察署、消防署など関係当局に許可を取り、大平火薬から専門家を招き、4台のカメラで撮影した。貨物駅のシーンは、埼玉県熊谷市の秩父鉄道広瀬川原車両基地で撮影された。線路が見えるところや車両基地、古賀勝（山本圭）が線路を渡って逃げていくシーンは、西武鉄道の協力によるものだった。東映東京の最寄りの駅である西武池袋線大泉学園駅は学園都市として開発されたが、大学の誘致に失敗して「学園」という名前の駅名と町名のみが残った。このため、西武鉄道にとっては東映はありがたい存在で仲が良く、「好きなだけ使って下さい」と返答があり、大泉学園駅を東京駅に見立てたシーンもあるとされ、他の駅や線路なども西武池袋線沿線がかなり撮影に使われたとされる。古賀が線路を渡って逃げるシーンは、都営地下鉄三田線の志村車両検修場構内で撮影された。犯人グループのアジトが志村近辺に設定されたのは、同地には1970年代初頭まで小さな町工場が密集し、過激派や学生運動の闘士が多く住んでいたことによる。大城浩（織田あきら）が売血するシーンは、佐藤の学生時代の実体験で、1970年代初頭までは、貧乏な者がまだ売血で金を得ていた。

#### ひかり109号
車両のミニチュアは1台1メートルあまりあり、12両編成で12メートル、これを2セットで計24両製作し、2,000万円の費用を要した。東映の「紡錘形を作らせたら日本一」といわれる美術担当者が、新幹線特有の紡錘形を再現した。新幹線などのミニチュアの実製作は、長らく映画・テレビの特撮作品で金属模型を手掛けた郡司製作所が担当した。撮影所正門反対側の中庭260平方メートルに線路を敷いたオープンセットを建設。線路は全長50メートル、150メートル、300メートルと文献によって長さの記載が異なる。特撮シーンは特殊技術の成田亨によるもので、新幹線のミニチュアは自走式ではなく、小型のスキージャンプ台のように30度の傾斜をつけて走らせ撮影した。当時、このミニチュアが大変話題になり、宣伝部はここぞとばかりにパブリシティを展開した。この新幹線と線路のミニチュアは、のちに『ウルトラマン80』でも使用されており、ひかり109号が爆破されるイメージカットは東映の特撮ドラマなどにも流用されている。爆破シーン以外でも『大鉄人17』で新幹線ロボットの登場する前後編（第18話・第19話）などで流用された。背景の都市はミニチュアではなく、ビルのモノクロ写真を引き伸ばしてパネルに貼り付け、着色したものである。これは成田の発案で、限られた予算内で撮るためのアイデアの1つだった。この特撮のため、1日のレンタル料が100万円だった当時最新鋭のシュノーケルカメラを借りている。シュノーケルカメラはそれまでCMでしか使われたことがなく、同カメラを使用した映画は本作が初めてといわれている。2年後、本作と同じカメラが『スター・ウォーズ』で使用されたという。これらミニチュアの新幹線と実際の新幹線を撮った映像を組み合わせ、迫力のある走行シーンを撮り上げた。
『新幹線大爆破』『東京湾炎上』と邦画のパニック映画大作が世間でも大きな話題呼んだため、1975年5月23日に東映、同月27日に東宝がバスをチャーターし、それぞれマスメディアを集めて、本社前集合から大泉、砧へ撮影見学会が行われた。道中、幸田清東映東京撮影所長から丸1年を要した製作苦心談や、ミニチュアの新幹線が近所の子どもたちの評判を呼び、見学希望者が殺到した。丁寧に断ってはいたが、子どもたちが撮影所内に侵入してミニチュアの新幹線にいたずらしようとするため、ガードマンを付けているなどの説明があり、現場では新幹線ミニチュア（新幹線東映号）や特設レール建設の細かい説明のほか、爆弾が仕掛けられたひかり109号に救援車が近づく実際の撮影シーンや、ラッシュ試写も披露された。高倉と宇津井が新幹線の模型を持つスチル写真は、この日のセット撮影の合間を縫って2人がここを見学した際に撮影されたものである。高倉は「パニック映画というより人間ドラマです。素晴らしい映画に参加できてうれしい」宇津井は「子どもが見に来たがって困ってるんですよ」と話した。
前述のように東京撮影所の近所の子どもたちから「ミニチュアの新幹線を見せて欲しい」と要望が殺到したため、幸田東映東京撮影所長が「子供たちの夢を叶えてあげたい」と、1975年6月15日に撮影所を開放して撮影会を開催。カメラマン2,000人が参加した。
新幹線の爆破シーンは1975年6月20日、東京撮影所の野外オープンセットで行われ、報道陣にも近距離からの撮影を許可した。リハーサルなしのぶっつけ本番とあって慎重に慎重を重ねて準備し、予定を2時間オーバーした。本番1回目は爆破が遅れ、報道陣が近寄った際に突然爆破し、カメラを担いで逃げ出すハプニングもあった。2回目は予想外に火力が大きく、周辺に植えられていた木々に燃え移り、撮影所の消防車が出動する騒ぎになった。
新幹線車内は材料の質感が本物そっくりに出ないと作品が全部絵空事になるという判断から、ベニヤ板でセットを組まず、当時実際に国鉄へ納入していた日立製作所や東芝などから実物の椅子や壁面、網棚などを発注して原寸大の車内を再現した。これに手間と時間がかかり、撮影が遅れる一因になった。後日、協力した各社は国鉄から怒られたという。本物そのままのセットは5年間保存され、新幹線の車内が必要なテレビドラマ『新幹線公安官』などに使われ、そのレンタル料で元を取った。
司令室も内部の写真の提供を拒否されたため、美術監督が見学者を装って司令室に潜り込んだと書かれた文献もあるが、2002年のトークショー以降は佐藤が「国鉄は外国人に弱いから日本で無名の外国の俳優をドイツの鉄道関係者に仕立てて、全部盗み撮りしてきた」と話している。映画での司令室のCTC表示板は、起点である東京駅が本来は左側であるところが右側となっているが、これは映画進行上のイマジナリーラインを右から左としているための意図的な演出である。ただし、本来の表示の左右だけを反転させて上下を反転させていないため、表示と実際の線路配置とでは左右（上り線と下り線）が逆になっており、CTC表示板でのひかり109号が停車している東京駅19番ホームの位置と実際に19番ホームを発車するひかり109号の映像の間に、矛盾が生じている。
当時の実際の「ひかり109号」は、東京駅を9時48分に発車して博多駅に17時36分に到着する、いわゆる「Aひかり」と呼ばれる列車であった。途中停車駅は名古屋、京都、新大阪、新神戸、姫路、岡山、岡山から先の各駅（新倉敷、福山、三原、広島、新岩国、徳山、小郡、新下関、小倉、博多）であった。
　　

#### クライマックスシーン
東京国際空港（羽田空港）でのクライマックスシーンは、最終発着の終わる夜の22時から翌朝の5時前まで、貸切での撮影が行われた。搭乗ゲートでの細かいやりとりのシーンは重要な芝居を要求されるため、後日セットで撮影したが、エキストラ数百人を使った搭乗ゲート付近や滑走路、埋立地などの撮影は実際に羽田空港で夜間の7時間にすべて行った。ワンシーン終えるごとに機材を移動していたのでは間に合わないため、それぞれ4班体制でライティングやテストの準備を終え、スタッフ、キャストが移動する方式であった。夜間撮影のために用意された機材は膨大な数にのぼり、機材車や電源車だけで十数台、エキストラ数百人を乗せたロケバスとあわせて、夕暮れに羽田に向かう道に延々と何十台もの車列が続き、B班助監督だった佐伯俊道は「ああ、この撮影所も長いことないのかもしれないなァ」とその時は思ったという。正規スタッフによる段取りは手際よく、夜明け前に撮影は完了し、朝8時に撮影所に到着した。東映東京ほぼ総出による共通体験をこなした喜びから、朝にもかかわらず、所内のあちこちで酒宴が開かれた。
1975年6月24日、クランクアップ。

## 音楽
公開当時、サントラ盤は主題曲とスキャットのシングルのみ発売された。その後、バップからライナーに作品解説も含むCDが発売された。
劇中で流れた既製の楽曲のうち、沖田が爆弾の図面の入った封筒を預けた喫茶店サンプラザで流れていたのは、松平純子の「両国橋」（作詞：喜多條忠、作曲：吉田拓郎）。沖田が分け前の発送作業をしたモーテルで部屋のテレビから流れていたのは、浜田勇の「怨み唄」（作詞：佐藤純弥、作曲：野田ひさ志）。1996年（平成8年）10月2日にバップよりJ-CINEサントラコレクションシリーズの一作としてサントラCDが発売された。なお、劇中に流れる青山八郎の音楽は、1977年（昭和52年）の東映実録ヤクザ映画『日本の仁義』に転用されている。

## 興行

### 日本

#### 上映中止要請
前年の『あゝ決戦航空隊』以来、東映では2度目となる岡田を本部長とする特別動員対策本部が設置され、岡田が審査委員長になり、全封切劇場で独自の宣伝を考えてもらい、封切劇場の興行収入ベスト10を決め、豪華賞品と賞状を送った。また「乗客の救出シーンのアイデアを一般から募集します」、「夢の超大作」などと広告を打ち、小中高校生などにターゲットを定めた一大キャンペーンが行われた。宣伝費は東映創立以来最高額となる9,500万円にのぼった。国鉄対東映の構図が、少し前まで互いにプロ野球チームを有していたことになぞらえて「珍オープン戦」などと当時の週刊誌に盛んに取り上げられ、宣伝効果はかなりのもので、わずかに試写を観た映画関係者からの評価も高く、東映の関係者も「絶対にくるだろう」と信じて疑わなかった。「爆弾を仕掛けられたひかり109号が、浜松駅を通過と同時に平均時速を84キロに落とした。残り919.4キロの博多駅まで何時間かかるか？」というクイズを出したところ、約2万6,000通の応募があり、空港の受付係として数秒間出演した多岐川裕美が銀座の東映本社で抽選会に臨み、「約11時間」と正解した中から当選者を選んだ。結果、東京の小学6年生が1等になり、撮影に使われたミニチュアの新幹線が贈られた。国鉄は「たぶん映画は出来ないだろう」と高をくくっていたが、東映が大がかりなセットを組んで撮影を始め、国鉄自慢の新幹線を爆破するとあって「こりゃいかん」と驚いたという。公開直前の1975年6月23日、国鉄の山崎忠政広報部長から東映に抗議文書が送り付けられた。抗議内容は「十数年前の『天国と地獄』を観た者が、映画同様のテクニックで誘拐殺人事件を引き起こしたことがある。『新幹線大爆破』については、当初から、この設定が大きな社会不安をもたらすことを危惧して、口頭で中止を申し入れたが、再度この映画の上映計画を中止することを強く要望する」というもので、国鉄サイドとしては、下手に騒ぐと宣伝上手の東映に逆手に取られるのではないかと心配して一時沈黙していたが、もう我慢ならないと判断したといわれる。国鉄や公安関係者は苦々しく感じていたという。東映は既に5億3,000万円もの制作費を投じており、「冗談じゃない。中止などできるもんですか。国鉄サンが協力してくれないからミニチュアを作って撮影したんですから。社会不安を惹起するかどうかも充分に検討した上なんだから」などと反発した。また本気の抗議書であれば、国鉄総裁から東映社長宛でないと意味がないんじゃないかと、形式上のことだろうと推察された。しかし国鉄は「東映さんには、よく考え、反省して頂きたい」と凄み、東映のポスターを全国の駅から締め出し、ミニチュアの新幹線や駅は肖像権侵害で告訴も辞さぬと脅した。

#### 公開とその結果
正規班、B班、特撮班で目一杯カメラを回したため尺が膨大になり、編集作業に手間取り、最後の1週間は2班体制でほとんど徹夜となった。完成が封切の2日前3日前までずれ込んだため、試写会も開催できなかった。マスメディアもこの奇妙な新作をどう取り上げていいのか分からずに右往左往していたといわれる。
予告編では千葉真一が茶色と白の縦縞ジャケットを羽織り、新宿副都心にいる姿だった。これは1974年の映画『直撃! 地獄拳』のワンシーンの流用である。志穂美悦子と多岐川裕美も全く違う役柄でワンシーンのみ登場となった。撮影の遅れにより、予告編は未撮影部分を他の作品から拝借する反則気味のコラージュが多用され、実際に観たら「全然違う」と落胆する客も多かった。予告編のBGMには、本作品の一部と、『解散式』と『仁義の墓場』の一部が使われている。
邦画では当時珍しかったパニック系アクションの製作ということもあり、業界からも注目を集め、前評判は高かった。監督の佐藤純弥は「タイトルを理由として新聞への広告も拒否された」と述べているが、佐藤は宣伝をあまり知らないようで、新聞広告は相当数あった。
本作は1本立てでの興行ではなく、「ずうとるび」のドキュメンタリー風中編映画『ずうとるび 前進!前進!大前進!!』との2本立てであった。同作との併映は、10代の映画ファンの興行への影響力が大きくなったのを見た岡田が、この年からメインの併映は「青春路線」で行くと発表していたからである。製作費を注ぎ込んで第一級のサスペンス映画に仕上げながら、任侠路線が色濃く残る東映のイメージもあいまって、国内興行は成功を収められなかった。内容もミスばかりする警察とは対照的に、国鉄マンを判断力と責任感のある男として描いていたため、当時全国に40万人いた国鉄職員とその家族が観てくれるのでは、と東映は期待していた。同年に企画段階で頓挫した作品の穴埋めとして急遽製作された『トラック野郎・御意見無用』の配給収入5億3,000万円に対し、本作は3億円と及ばなかった。東京都心ではまずまずの入りだったが、当時は新幹線がまだなかった北海道や東北地方の客入りは悪く、大阪などでは途中打ち切りに遭い、当時の週刊誌誌上では「1975年3月の山陽新幹線の博多開業に合わせて公開しようとした便乗企画」などと書かれたが、山陽新幹線の通る西日本地域においても「サッパリだった」という。封切日に丸の内東映で観たという樋口尚文「ガラガラで唖然とした。おそらく多くの観客がつめかけることを予想して冷房も効かせまくっていたので、添え物の『ずうとるび 前進!前進!大前進!!』が前座で上映されている時点で、私はすでに凍えそうになったのを覚えている。しかし冷房で震える私は『新幹線大爆破』の想像をはるかに超えた面白さのつるべ打ちに気持ちがたぎる感じであった」などと述べている。
一方、『キネマ旬報』の読者選出ではベストワンに選ばれるなど、観た人は面白さを評価し、作品の評価そのものは非常に高かったために、マスメディアで様々な敗因の考察がなされた。東映営業部では「映画の内容がハイブローすぎてヤクザ映画とポルノが好みの東映ファンにソッポを向かれた」「題材がリアル過ぎた」などと分析。客層はいつもと違いホワイトカラーと女性客が圧倒的で、東映本来の客層は来ず、頼みのオールナイト興行は閑古鳥であった。監督の佐藤は、公開8か月後の1976年3月26日に福岡市で開催された『キネマ旬報読者選出ベスト・テン表彰式』で「題名がどぎつ過ぎたこと、東映のミニチュアに信頼が低かったこと、『タワーリング・インフェルノ』にぶつかったこと、一般にクチコミでお客が増えるのは3週目なのに、その3週目に打ち切らざるを得なかったこと、封切り4日前に完成し試写ができなかったこと」を挙げ、後年のインタビューでは「あの当時の新幹線ってやはり華やかなもので日本人は誇りを持っていたから、それを爆破しようとする映画は見たくないという気持ちになったかもしれない」と述べた。脚本の小野竜之助は「ミニチュアを使った特撮を東映が大々的に宣伝し、トリックだとネタばらししたのがまずかった」「アイドル映画とくっつけないで、一本立てにしていたら結果は違った」などと話し、黒井和男も同様に「ミニチュアを派手に使って宣伝したポイントのズレが足を引っ張ったと思う」とのコメントを残している。『映画時報』は「正月あたりに出していれば大成功したと思う。しかし見方によれば東映でもこんな特撮を含めて映画が出来るということを天下に証明したわけで、これは東映のイメージアップに大変効果のあった映画だと思う」などと評している。アメリカのパニック映画の国内進出を受けて立つという製作意図で、『タワーリング・インフェルノ』と同時期の封切で真っ向勝負を挑んだが、『タワーリング・インフェルノ』の全国県庁所在地では2館以上の上映、総数180館という前代未聞の拡大方式による攻勢により、本作品も含めて東宝の『動脈列島』、松竹の『おれの行く道』などの日本映画は観客を奪われ、『タワーリング・インフェルノ』は当時史上最高の興行収入62億円を記録した。
『新幹線大爆破』は興行収入10億円を目標としていたが、製作費が高かったため、国内興行では約2億円の赤字を出し、「大金を投じて開発した新路線の第一弾が大脱線」などと揶揄された。公開初日に新宿東映で立ち合いをしていた坂上プロデューサーに全国から届くのは不入り情報ばかりで、「私のプロデューサー生命も3年で終わりか」と覚悟した。岡田は「駄菓子屋がいい洋菓子を作って、作った本人が『これは美味しい。素晴らしい』と言って店頭に飾ったら、誰も買わなかった。一生懸命広告したけど、お客の方が駄菓子屋で洋菓子を売ってると思ってなかった」「意欲の面、作品的な面でも100点満点で、観客も新しい層を獲得したが、プラス・アルファーだけの客しか来ず、本来の観客を逃す結果になった」「もう大作はこりごり」「もう東映ファンに嫌われる企画は出さない」「本来の東映ファンを大事にしないと駄目だ」などと、敷いたばかりの大作路線からの撤退を表明した。本作の公開後、『実録三億円事件 時効成立』の打ち合わせで訪れた坂上に岡田は「『新幹線大爆破』は俺の売り方が悪かった」と謝ったという。『映画年鑑』は「東映の『新幹線大爆破』は日本人の新幹線感覚、日本のパニック映画としては物足りないものであった。後にエリザベス女王の来日中のこれに対する関心、さらに海外での受入れ方に注目すべきこととなった。当時パニック映画を東宝と競作は己むを得ないことではあったが歓迎に値するものではなかった。広島抗争のドキュメント・アクションのマンネリ化、換言すれば新しい企画の不足で転換を計った『トラック野郎…』は成功した。その一方アクの強いアクションものは後退の気運を醸しだした。"不良性感度"から"善良性感度"への移行と、一大転換を計ったがこれは失敗し、再び"不良性感度"へ逆行となった」と評した。
1975年度キネマ旬報ベストテン第7位、読者選出第1位。1975年は和製パニック映画『新幹線大爆破』『東京湾炎上』『動脈列島』が封切られ、キネマ旬報は他2作は惨敗、唯一『新幹線大爆破』が及第点だったと評価している。1978年4月24日に『月曜ロードショー』（TBS系）で最初のテレビ放映があり、1980年代以降、本作のビデオレンタルやテレビ放送がされるにつれ、若い世代が本作品に熱狂し、日本でも徐々に再評価されるようになった。

#### 『鉄道ジャーナル』における批判
本作品はドキュメンタリーでも教育映画でもなく、娯楽映画、フィクションであるため、自由な発想で作っても何ら問題なく、本来正確性を追求される筋合いのものではないが、鉄道雑誌『鉄道ジャーナル』1975年10月号では、設定や鉄道の設備関係の扱いに誤りが多すぎると酷評された。5ページにわたる批判のうち、1割程度「娯楽映画としてはよく出来ているが」と評して「作品としてはなかなかの力作、製作費5億円余円はちょっとオーバーで、それにしてはチャチだが、国鉄の協力なしに作った鉄道映画としてはよくできている。スジの展開やスリル、画面には満足した人も多かったようだ。取材した人すべてが、鉄道と映画の専門家、レールファンを含めて異口同音に『なかなかよくできた面白い映画だ』と言っている。ただし、最近の日本映画としては、国鉄の協力なしに自力で作ったにしては…の条件付きではあるが。『よくできていますよ。国鉄のPR映画にしてもいいくらいレールファンにもお薦めできます』（嶋地孝麿『蒸気機関車』編集長）」などと褒めている。
しかし、残り大半は同誌編集長の竹島紀元が「国鉄は協力してないから盗み撮りは法に触れる。道義上許せないこと。マネする人が出るだろうし、困ったこと」などと話し、これが編集方針となったようで、神奈川新聞が指摘するように新幹線を極端に擁護する批判記事を掲載した。主な批判は以下の通り。
1. 総合指令所の列車位置を表示する大型路線図の左右が逆
2. 先行のひかり号の故障のシーンで、大型路線図内の位置表示の点滅が赤色になる機能はない
3. 浜松駅で上りひかり20号通過直後の切替えポイントを遠隔操作で切替えるが、列車が転轍機手前9km以内に入ると「列車接近鎖錠」により遠隔操作できなくなり、通過後も9km以上離れるまでは「列車通過鎖錠」によって遠隔操作を受け付けないので、あの時点で上り線には入れず先行のひかり号に衝突してしまう
4. 上り線を逆に走るときは、「伸縮継目を逆に走る場合の速度制限70km/h」によってブレーキが掛かり、爆発する
5. 各駅や地点の通過時間を東京－博多間の距離を（運賃・料金計算に使用する）営業キロで計算して算出している。実キロ（実際の距離のこと）は100km以上短い[注釈 13]ので、実際におきたら1時間以上前に博多について爆発してしまっている[32][42]。

2025年のリブート版を制作した樋口真嗣監督は、これらの批判に対して、映画ファンでもあり鉄道ファンでもあったことから「映画がかわいそうだ」と義憤に駆られという。それで「リブートするからには、そんなかわいそうな目にあわない作品にしたいという意識が強かった」と述べている。

### 世界各国

#### 公開後の反響
岡田は1973年ごろからカラテ映画の海外輸出を切っ掛けに、「輸出映画を作って稼いでいかなければならない」と東映国際部に東映作品の海外セールスを積極的に行うよう指示を出していた。自らも諸外国を歩き回り東映作品の海外セールスに励んだ。岡田が本作の海外での売約を成立させたのは、日本公開前の1975年6月12日 - 15日にインドネシア・ジャカルタで開かれた第21回アジア映画祭で、団長として連れて行った志穂美悦子の当地での異様な人気の勢いで本作も売れた。この滞在中に本作以外に『けんか空手 極真拳』などを売った。
国内公開終了後の秋にアメリカのジャーナリストを集めて試写を行うと高い評判を呼び、「通俗娯楽映画として水準を抜いたできばえ」「久しぶりの日本映画」などの評価を受けた。特にアメリカの業界誌『バラエティ』で高く評価されたこと、日本の新幹線が世界的に有名なことから、世界各国から注文が入り、1975年9月初めの時点で15万ドル以上の輸出契約が結ばれた。当時、海外では新幹線の存在は知られていなかったとする説もある。
1975年10月のミラノ国際見本市（MIFED）「日本映画見本市」に出品すると、各国からさらに買い付けのオーダーが入ってきた。これに気を良くした岡田は「新幹線大爆破応援団長」として、世界の映画祭に直接乗り込みアピール。香港の日本映画見本市や第4回テヘラン映画祭（1975年11月26日～12月7日）、第4回タシケント国際映画祭（1976年5月19日～5月29日）、第22回アジア映画祭（韓国釜山、1976年6月1日～17日）マニラ日本映画見本市（映画祭）（フィリピンケソン、1977年3月21日～24日）など海外市場に積極的に売り込みを図った。日本映画はそれまで海外でいくつも賞を獲ったが、商売上は0だった。また東映作品は1960年代まで動画は売れていたが、劇映画はほとんど売れていなかった。1975年11月 - 12月のテヘラン映画祭では、コンベンションとは別に各国バイヤーを集めたフィルム・マーケットがあり、世界各国150本以上の長編の試写に火の出る取り引きが行われ、中でも『新幹線大爆破』は各国バイヤー人気が集中し、地元イランや南アフリカなどへの輸出が決まった。上映ではチャードルを被ったイランの中年女性たちが「日本の国に本当に時速210キロもスピードが出る電車が走っているのか？」と半信半疑で観ていたという。上映で舞台挨拶に立った坂上と小野は「外国部で商売用に30分ぐらい短くしたのが気に入らない。とても観ていられない」と話していたが、ドイツのバイヤーは「まだ長い。あと30分短くする」と言っていたという。モスクワ映画祭とタシケント映画祭は当時は1年ごとに交互に行われ、東ヨーロッパの国が全て参加するカンヌやミラノに匹敵する大きな映画市があり、岡田は毎年これに参加し東映作品を売った。1976年2月にイタリア・ローマで開催された日本映画見本市では、代表団団長特権を利用し、オープニング上映を『同胞』から本作に変更した。
アラブ諸国ではカラテ映画がヒットした実績があり、オイルダラーを期待した。東映は既に千葉真一主演の格闘アクション映画やアニメ作品をアメリカやアジア市場に売り込み成功を収めていたが、本作品の出品は取引の少なかったヨーロッパ、中東、ソ連やメキシコから注文が入った。岡田が1974年8月にソ連を訪問した際、ソ連国家映画委員会副議長（映画省副大臣）と親交を持ち、アレクサンドロフ一行が1974年11月に来日して交渉を持ったことから、ソ連は東映のカラテ映画を欲しがり、東映と密接なコンタクトを持つことで合意していた。本作品は派手好きな欧米人に受け入れられ、特撮ではミニチュアを使用した撮影と思われない評価を受けている。

#### 海外版編集
フランスに駐在していた東映国際部部長・杉山義彦は、公開直後に岡田に突然呼ばれ、海外で売るように指示を受けた。「海外版を編集せよ」と指示を受けた杉山は、助監督時代に佐藤監督から若干の指導を受けただけのほぼ素人ながら、佐藤に了承を取り付け「佐藤監督を差し置いて僭越ながら」としながらも海外版の編集を行った。佐藤は「海外版に関しては、僕はノータッチ」と述べているが、杉山は「倉持指令室長が運転手に指令を出すシーンで、列車制御について、織烈な応酬が繰り返される場面は絶対に残して欲しい。それ以外は好きに編集していいと言われた」と述べている。
海外版では主演の表記をサニー千葉（千葉真一）に変更しており、これは千葉のほうが高倉健より海外では知名度が高いためである。日本のスターが集結した超大作というよりも、アクションスターである千葉主演のパニック映画として封切りされていった。英語圏では『The Bullet Train 』にて115分、フランスで『Super Express 109 』もしくは『Crisis Express 109 』にて100分でそれぞれ公開されている。海外版では犯人側のドラマがカットされたため、次々襲いかかる危機と息をつかせぬ展開となった。フランス語版でも上映時間を2/3の102分に短縮して犯人側のドラマがカットされており、高倉や山本圭は単なるテロリストとして扱われた。犯人側の動機を描く場面をばっさりカットし、アクションとサスペンスで押し切る構成に岡田は「オリジナル版よりいい」と大絶賛したといわれる。鈴木常承東映取締役兼東映洋画部長は、1976年8月のインタビューで「洋画の最近の大ヒットしている写真を見たって、2時間が限度。『ジョーズ』だって2時間でその中に濃縮しているわけです。それで金の掛け方は日本映画の何十倍ですから。『新幹線大爆破』なんて、予算も大してかけてないものが2時間何十分になってる。もっと縮めて中身を濃くしないといけないです」と話していた。
特にフランスではそれまで日本映画をマイナー扱いし、アートシアター形式の小劇場でしか上映されなかったという前例を破り、1976年6月30日からパリおよび近郊のゴーモン系劇場17館で一斉公開され、8週間のロングランヒットを記録。この時期、フランスはバカンスシーズンにあたるが、この年夏にパリで公開された84本の映画のうち、第4位の興行成績で、外国映画ではこの年の第29回カンヌ国際映画祭でパルム・ドールを受賞した『タクシードライバー』に次ぐ2位だった。ヒットの理由は「フランスにも日本の新幹線に触発されて開発中だった高速鉄道のTGVがあったから」との声もあり、約44万人の動員を記録し、100万ドルの外貨を稼ぎ、会社に3億円の収入をもたらしている。フランスでの大ヒットを皮切りに世界各国で公開され、続々大ヒットを記録し、多くの国で日本映画の興行記録を更新。南アフリカ共和国では日本映画初の大ヒットとなり、同国ではアメリカ映画のヒット作の2 - 3週興行に対して3週以上続映された。オーストラリアとニュージーランドでは、20世紀FOXの配給でヒット。東南アジアは1976年後半からの逐次公開で、千葉真一と志穂美悦子が国民的人気を誇るインドネシア（女必殺拳シリーズ#興行2）でも大ヒット。ブルガリアでは当時、ソフィア - ブルガス間を160km/hで走る超特急を運行していたが、それを遥かに凌ぐスピードの超特急に感心し、とりわけコンピューター制御に驚嘆し、観客はどよめきと拍手、ため息の連続で、映画が終わると観客はぐったりしていたといわれる。当時のヨーロッパの一般の人たちの日本に対する知識はごく僅かであった。ドイツでは『Panik im Tokio-Express 』、他にスペインで『Panico en el Tokio-Express 』、イランで『BOMBA U SUPEREKSPRESU 』など、1976年12月の時点で120か国で公開されたとされ、ソ連および東欧圏の全ての国で公開され、ソ連では2,500万人以上が観たといわれ、100か国のポスターが存在するといわれる。
1975年から1976年にかけて輸出された東映作品の中で抜群の売れ行きを見せ、1976年12月18日からは都内数館でフランス語吹き替え版が凱旋公開された。日本において不入り映画が再上映されるのは珍しい事例といわれる。再び丸の内東映に足を運んだ樋口尚文は、この時もまたガラガラだったと証言している。凱旋上映も再び不入りだったとされる。
監督の佐藤純弥は海外版の大ヒットに複雑な思いがあり、フランス語版のテレビ放送を見た知人から「面白かったよ」という電話に対し、「本当はもっと面白かったんだ」と言い返していた。1975年のロンドン映画祭のみ、日本版が英語字幕で上映され、「ベスト・アウトスタンディング・フィルム・オブ・ザ・イヤー（特別賞）」を受賞している。

## 没となった設定・エピソード
1975年3月時点での脚本では、乗客に甲子園遠征に向かう長嶋監督ら巨人ナイン、名古屋場所へ向かう北の湖、人気歌手の西城秀樹も乗り合わせたという設定だった。
当時市販された映画の台本集には、浜松の故障車発生での上り線移動のシーンの次に岐阜羽島付近の変電所のトラブルで送電が停止してしまってひかり109号も速度が落ち始めるシーンが入っていたが、公開された映画ではカットされていた（故障が直らないので電気指令長が係員に隣接の変電所から緊急送電させろと指示するが、トラブルの影響でその変電所からも送電は出来ないといわれ、さらにその隣から緊急送電させろと指示し、その2つ隣の変電所からの緊急送電に成功したおかげでギリギリで送電が再開されて九死に一生を得るというような内容だった）。

## 後日談
前述のように新幹線車内や司令室にたくさん金をかけて製作したため、封切り前から「たった一作きりでバラすのはもったいない」と、これらセットを使った映画の次回作製作がほぼ決定していて、その作品は、森村誠一原作の『新幹線殺人事件』だった。これは当時日本でイギリス映画の『オリエント急行殺人事件』がヒットしていた影響があった。『新幹線大爆破』の封切り前日までこの製作を予定していたが『新幹線大爆破』が不振だったため中止となった。結局『新幹線殺人事件』は東映がテレビ朝日/朝日放送と共同製作した『土曜ワイド劇場』の第3回として1977年7月16日に放送されたが『新幹線大爆破』のセットを使用したかは不明。
2014年の報道では、東映に『新幹線大爆破』の状態のいいフィルムは1本しかないという。

## テレビ放映
地上波での初めてのテレビ放送は、1978年4月24日月曜日にTBSの『月曜ロードショー』で、カットされた2時間バージョンだった。最初は1977年10月10日にTBS系でテレビ初放映予定だったが、この直前の9月28日に発生したダッカ日航機ハイジャック事件を受け「飛行機と新幹線の違いはあれども、社会的影響を考え（TBS編成部・談）」ということで延期となっていた。その後、1980年4月4日金曜日に『ゴールデン洋画劇場』（フジテレビ）で、放送枠を21:00-23:55まで拡大して放送された。後にテレビ朝日などでも、年末特番として3時間枠でほぼ全長版で放送された。日本テレビでは1990年代に深夜番組として海外版にシーンを追加したバージョンがCM無しで放送された。2010年代に入るとしばしば民放BS局にて放送されている。
有料放送では2009年（平成21年）1月3日にWOWOWで全長版が放送された。
東映チャンネルでは2016年2月5日-2月28日に、『佐藤純彌監督特集』として、『新幹線大爆破』ほかに5作品が放送された。
同チャンネルにて、2019年2月18日に佐藤純彌監督の追悼放送として、『新幹線大爆破 4Kレストア版』が放送された。
同チャンネルにて、2020年2月に一周忌メモリアル【佐藤純彌監督特集】として『新幹線大爆破』『男たちの大和/YAMATO』など超大作が放送された。
BS日テレにて、2022年3月11日に「高倉健名作選」として放送、他2作品も放送された。

## 小説版
1975年に勁文社より佐藤純弥・小野竜之助共著『新幹線大爆破』が刊行された。
当時、フランスでもノベライズが発売された。また、イギリスのミステリー小説家ジョゼフ・ランス（本名：トレヴァー・ホイル）によるノベライズ版『Bullet Train 』が、1980年にイギリスで、1981年にアメリカで出版、1992年に7か国語、2002年時点では16か国で翻訳出版されているという。訳書は2010年に、イギリス版を元にアメリカの作家が書いたものが、論創社で翻訳刊行（論創海外ミステリ版、加藤阿礼・駒月雅子訳）された。

## 映像ソフト
ビデオソフト黎明期からソフト化が行われており、1981年には東映芸能ビデオから2巻組の全長版VHSが8万5000円で、60分に短縮されたバージョンが2万4800円で発売されていた。1983年8月16日にシネスコ版のビデオが発売され、その後1998年5月21日に再発売された。
1999年（平成11年）7月21日に東映ビデオより2枚組レーザーディスクが発売された。坂上順が、同年公開の『鉄道員』と同じプロデューサーであり、本作品を機に東映を退社した高倉の事実上の復帰作でもあることから発売が企画された。佐藤監督と坂上プロデューサーのショートインタビューと公開当時の資料が見開きの内ジャケットに掲載され、インナージャケットには『ガメラ3 邪神覚醒』を制作していた庵野秀明と樋口真嗣による1998年（平成10年）の時点から作品を視聴した対談（現代との相違点・リメイクの話題など）が掲載されている。樋口はジャケットのデザインも行っている。
2001年（平成13年）、東映50周年記念を機にDVDソフト化希望の映画タイトルを投票により募集したところ、3位にランキングされ、2002年4月12日にビデオレンタル開始、7月21日にセルDVDが発売された。
2017年10月25日、Blu-ray版発売。

## サウンドトラック
- J-CINE サントラコレクション 『新幹線大爆破』（1996年10月2日、発売元：バップ）
- 『新幹線大爆破』（THE BULLET TRAIN,SUPER EXPRESS 109）※7インチ、TAVA TAVA RARE（イタリアレーベル）

## ゲーム
- 『新幹線大爆破』（PC-8801、FM-7、X1、PC-8001mkII用パソコンゲーム、アドベンチャーゲーム、フィルコム、1983年7月発売）

## 評価と影響

### 初公開時
佐藤監督は完成の遅れで試写会が開催できなかったと話していたが、実際にはわずかながら試写会は行われた。荻昌弘は「『新幹線大爆破』は、いまの邦画水準で、よく作られた娯楽作品だと認めていい。乗客が烏合の衆にさせられている類型描写とか、衝けば弱点は指摘できるが、国鉄不協力のなか、これだけ周密に一つのメカニズムの機構と機能にアプローチして劇の濃度を高めるとは、作り手の気力と根性の密度以外のものではない。ここにはあの『警視庁物語』の東映の伝統、以上に一編に賭ける誠意がある。脚本と演出は、管理体制から疎外された犯人像の設定に無声時代劇以来の暗い日本映画の心性が生きており、これが終盤に大写しにされる政府・国鉄の冷血なエゴイズムと対応して、作品を重く沈ませたのが一家言である。『東京湾炎上』はせっかくの発想を映像に活かしたとはいいかねる...後味いいとはいいかねる力作二本ながら、後味の悪さの質は違う二本であった」などと評している。
『週刊明星』1975年7月27日号の作品評では、
大黒東洋士が「面白かった。『天国と地獄』みたいな迫力を感じた」、深沢哲也が「話の手口は『ジャガーノート』に似てるが、最近の日本映画じゃいい方です」、穂積純太郎が「ちゃちな感じがなくて、予想以上の出来ばえです。しかし2時間半は長い」などと評した。
『映画芸術』1975年10～11月号では「あらゆる可能性あるデータを集めてスリルを次々と構築し、密度が高くて、飽きることないばかりか現実政治に対する誠実さの警告や思想がある。『ポルノの帝王』などを書いていた小野竜之助の脚本も持ち上げるべきである」などと評した
。
封切時に新宿東映で本作を観たという町山智浩は、「お客は入ってました」と話している。また、本作が長いので併映のずうとるびは観ないで帰った、「見とけば話のネタになったのに」などと話している。

### 後年の評価
本作は次々とアクシデントが起こり続ける展開や、冗長感に悪い意味での東映らしさもあり、粗も目立つが、総じて各方面より高い評価を受けている。
佐藤は本作をわずか5週間で撮り終えた実績から「佐藤監督に預ければ、ちゃんと予算と時間内に収めてくれる」と評価され、徳間康快や角川春樹から大作を任されるようになり、アクション大作の専門監督としての道を歩むこととなった。
『キネマ旬報』は2002年7月の本作のDVD発売にあたり、本作を「和製パニック映画の最高峰」と紹介し、「『新幹線大爆破』以降も、何本も和製パニック映画が製作されたが、出演陣の豪華さ、内容の面白さで、この作品以上のものは出ていない」と評した。
石上三登志も『ミステリマガジン』2008年11月号で、同様に本作を「和製パニック映画の最高峰」と評した。
『映画秘宝』は「日本におけるパニック映画の代名詞的作品」と評している。
樋口尚文は「日本の娯楽映画のひとつの頂点とも言える傑作」と評している。
関根勤が本作品の大ファンであることを公言しており、管制室の倉持（宇津井健）の「青木君、車を停めるんだっ！」、運転席の青木（千葉真一）の「何を言ってるんですかぁっ！」などのやり取りを関根が1人2役で演じるものまねを、TBSラジオ『コサキンDEワァオ!』等で披露している。2025年のリブート版で主役を演じた草彅剛は、本作を『笑っていいとも！』で共演した関根が、番組生放送終了後の後説でやった『新幹線大爆破』の物まねで知ったという。草彅は本作に対して「当時の出演者たちの熱量がすごい。だって、健さんやみんな、今の僕より全然年下ですよ。なんですかあの貫禄は」などと、本作の厚みを感じたと述べている。
杉作J太郎は「大作映画は俺の印象では20対19のスコアのカープ対ドラゴンズ。野手はモチロン投手に至るまで、ベンチ入りしてる選手は全員出場。佐々岡のあとに前間が出てきたり、翌日の試合のことは考えず、やたら点が入ってハデだが試合内容は褒められない。俺はそ～した騒ぎが面白くてたまらないクチで、俺の論旨としてはそれが『新幹線大爆破』ということになる。これは東映が突然世に問うたパニック超大作であった。すでにテレビの時代と見なされていたかもしれないが、テレビドラマでは到底不可能な豪華キャストだった。俺は指折り数えて公開日を待ったものだ。その中で注目すべきが志穂美悦子だった。当時の志穂美はそれは若者の憧れの的で、俺もブロマイドショップで彼女の写真を買い漁っていたのであった。さてところが、フタを開けてビックリの『新幹線大爆破』の志穂美は何と電話交換手。冒頭、わずか3秒の出演。ポスターには空手のポーズで載っていたのに...。俺も青かった。どういう形でこの電話交換手が物語にリンクしてくるのか、新幹線の中で暴漢が暴れ始め、その鎮圧に『誰か武道のたしなみのある者はおらんかね?』『ハイ、私、空手やります！』と志穂美が挙手して新幹線に乗り込んで来るのか？ あれやこれや想像しつつ、多岐川裕美がどこに出てるか分からないままエンディングになった。いや～これが大作というものなんだろうなァと大満足の映画でした」などと評した。
『星の金貨』などの脚本家・龍居由佳里は1975年、高校在学時に父が東映で美術の仕事をしていた友人と新宿東映で本作を封切時に観て大興奮し、「私、東映に入って映画作る仕事がしたい！どうすれば入れるかお父さんに聞いて！」とその友人に迫った。しかし、「東映は女性の現場スタッフを採らない」などと聞いて東映への就職は諦め、スタッフを募集していたにっかつ撮影所に就職したが、「『新幹線大爆破』を観て感動し、映像の仕事に就きたいと思いました」と言うと、龍居の作風のイメージと合致せず、後年に至っても驚かれたという。
ウルトラシリーズなどの脚本家・川上英幸も「中学のころ、『新幹線大爆破』をテレビで初めて見て、その面白さに吸い込まれ、映画とは恐ろしいものだと寒気すら感じた」と話し、特に運転士役の千葉と総合指令職員役の宇津井の熱いやりとりに感激し、将来的に新幹線に関わる仕事がしたいと昭和鉄道高等学校に進学した。しかし在学中に国鉄分割民営化を迎え、新人の入社がストップしたことで目の前が真っ暗になった。やる気をなくし、学校が池袋にあったため、学校をさぼり文芸坐に入り浸るようになった。当時は家庭用ビデオが普及し始めのころだったが、文芸坐は学割600円で2本立てが観られた。高校を卒業し、印刷ショップに就職した後、レンタルビデオショップの店長に転職。23歳の時、ぴあの作家募集に応募したことがきっかけで脚本家になった。「人生とは実に不思議なものだ。あのとき『新幹線大爆破』を見ていなければ、今の私はいないし、そう思うと罪作りな映画だと思う。金を儲けたいならもっと多くの職業があったが、その選択を人生から外されてしまったからである」などと述べている。
2015年の映画『天空の蜂』の脚本家・楠野一郎は、同作の脚本化にあたり、エンターテイメントとメッセージ性の両立を目指して、本作を目標の一本として脚色した」と述べた。
西川美和は「コンプライアンスなどどこ吹く風の大傑作」と評した。「『七人の侍』や『太陽を盗んだ男』や『仁義なき戦い』や『新幹線大爆破』みたいな、めちゃめちゃなことをして作った、めちゃめちゃな迫力の映画を観て打ちのめされて、映画の世界に入って来たスタッフは、もう二度とそのような興奮には出会えないことを覚悟してもらわなければなりません」などと述べた。
中村倫也は高校時代に年間100本映画を見ていたと話し、最も感銘を受けた映画として『太陽を盗んだ男』と本作を挙げた。『新幹線大爆破』については「今の時代では実現が難しいスケール感が圧巻。こんな作品に出てみたい」などと話している。
国鉄分割民営化により発足したJR東日本の子会社、JR東日本クロスステーションは、2022年の秋田新幹線開業25周年の記念キービジュアルとして、怪獣映画と本作をオマージュしたデザインのポスターを制作した。
2025年のリブート版を制作した樋口真嗣監督は、小学校4年生の時に保護者ナシで初めて劇場で観た映画」「『日本沈没』『太陽を盗んだ男』と並ぶ生涯観た映画ベスト3」などと述べ、リブート版の監督オファーに「ほかの人がやったのを文句を言うよりも全然いい。誰かの手にかかるくらいならいっそ、オレがやる！」という気持ちでオファーを受けたという。リブート版で全面協力を得られたJR東日本の関係者は、皆、本作を知っていたという。
押井守は「日本映画が日本の戦後にケンカを売った最後の映画」と評した。

## 受賞
- キネマ旬報第49回（1975年度）
  - 読者選出日本映画監督賞 佐藤純彌[242]
  - 日本映画ベスト・テン第7位[242]
  - 読者選出日本映画ベスト・テン第1位
- キネマ旬報1970年代日本映画ベスト・テン第3位

## 類似作
夜空の大空港
1966年の米・テレビ映画。高度1万フィート（3048メートル）以下に降下すると爆発する爆弾を仕掛けられた飛行機という設定もアイデアの源になっており、『夜空の大空港』をたまたま観ていた山本圭が、プロデューサーにその話をしたところ「あ、わかる？」と答えたという。
暴走機関車
1985年公開の米・パニック映画で、黒澤明原案、アンドレイ・コンチャロフスキー監督作品。佐藤純弥は「実は『暴走列車』は黒澤さんがやることになって、B班が実は僕がやることになっていたんです。ところがアメリカのプロデューサーと黒澤さんが対立して、結局流れちゃったんですけれども。だからあの『暴走列車』そのものの台本というのはたぶん僕が最初に日本で読んでたんだと思うんです。話は知っていました」と語っている。
スピード
1994年公開のヤン・デ・ボン監督作品。脚本を書いたグレアム・ヨストは、映画『暴走機関車』の原案である黒澤明が書いたオリジナル脚本を読んで思いついたと公表している。マイル表示の爆発設定速度をキロ表示に変換するとほぼ「時速80キロメートル」であり、東映も『新幹線大爆破』が原典と公表している。佐藤純彌も2003年のインタビューで「『スピード』は実によく真似をしてくれました（笑）」と述べている。原案権を主張して訴訟を起こすべきという声が上がり、坂上順が岡田社長に相談したら、「やめておけ」と言われた。坂上は「40年近くプロデューサーとして生き残れたのは『新幹線大爆破』のおかげ。原案がハリウッド映画にピックアップされたのはひとつの勲章だと思っています」と述べている。
名探偵コナン 時計じかけの摩天楼
1997年公開のアニメーション映画。物語中盤で起こる事件に犯人が列車に5つの爆弾を仕掛けるというものがあり、列車が時速60km未満で走行した場合にそれが爆発するという場面は、本作品のオマージュと言われている。
烈車戦隊トッキュウジャー
2014年（平成26年）に放送された東映製作の特撮作品。第8話「レインボーライン大爆破」で、倒された敵の分身により烈車のブレーキがかからなくなり、メンバーの1人に爆弾が仕掛けられ、揺らしたりすると爆発するというエピソードがある。車掌役の関根勤が千葉真一（青木運転士）の物真似をするなど本作品を意識した演出が行われた。同作品のプロデューサーである宇都宮孝明は同作品が列車を舞台としていることから、本作品のパロディをやることとなり、監督の加藤は関根が出演する番組や舞台を見ていたため、宇津井健や千葉真一のモノマネでやってほしいという注文があったという。

## 同時上映
『ずうとるび 前進!前進!大前進!!』
- 主演：ずうとるび / 監督：三堀篤[249]。

32分のドキュメンタリー作品。冒頭とエンディングが東京日比谷野外音楽堂でのずうとるびのコンサート。冒頭の2曲は楽器を持たずに歌うが、エンディング3曲は、自分たちで演奏しながら歌を歌う。日比谷公園内で開場を待つ大勢のファンは100％女性。その他、新宿や原宿でインタビュアー・石尾和子が道行く人にずうとるびの印象を聞いたり、高田馬場BIG BOXでトレーニング・ずうとるびのインタビュー、京都会館でのコンサート、新宿での楽器の練習風景などを見せる。